# Historické názvy ulic a náměstí Českých Budějovic

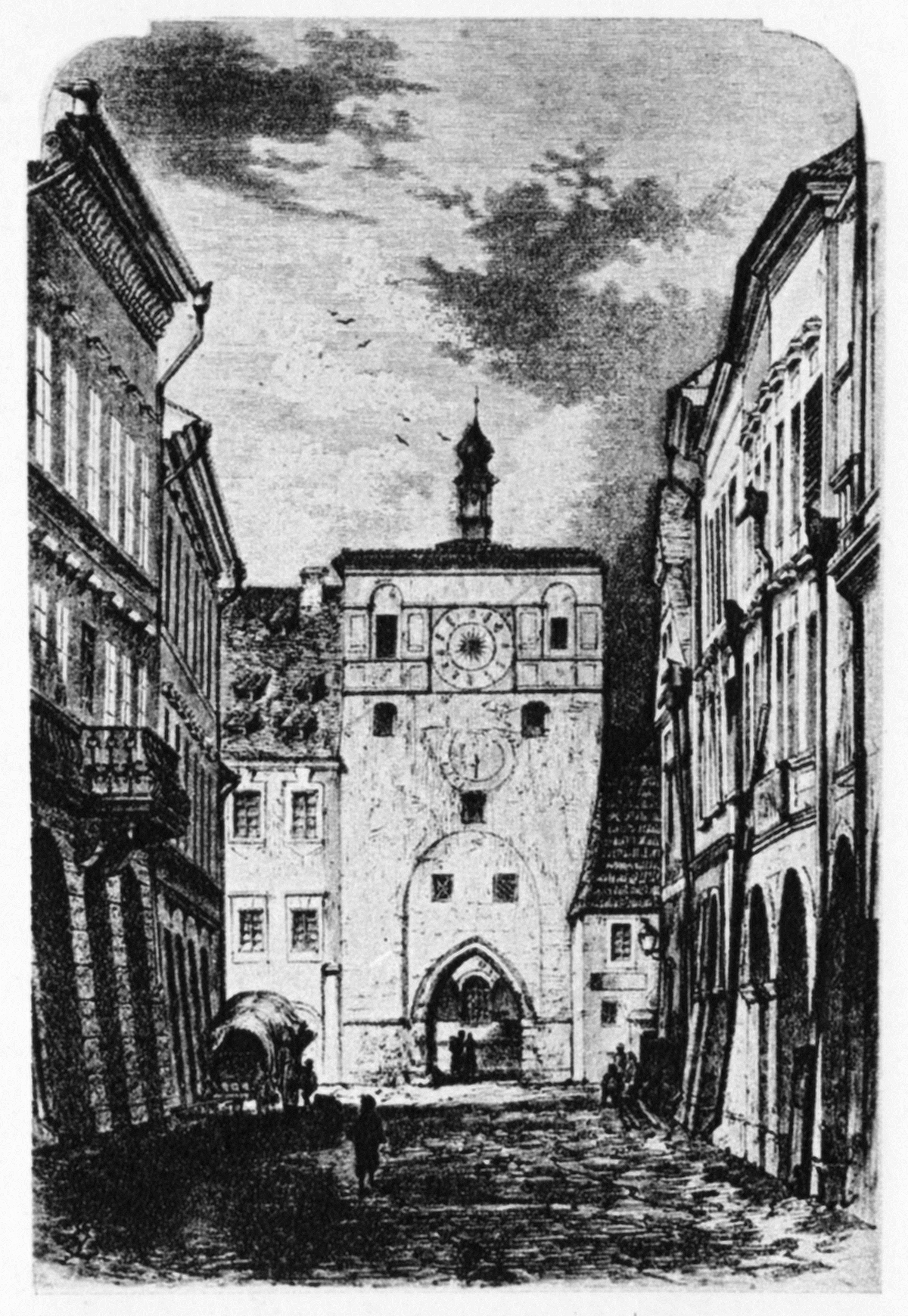
někdejší věž Pražské (Písecké) brány v Krajinské, později 5. května a nakonec opět Krajinské třídě

Následující seznam obsahuje současné názvy ulic a náměstí Českých Budějovic s jejich historickými ekvivalenty. Historické názvy jsou řazeny k nejstarším (případný letopočet značí zavedení názvu) a uváděny v původní pravopisné podobě. Poznámka v šikmé závorce uvádí osobnost, po níž byla ulice pojmenována.
Velmi staré a středověké názvy ulic jsou vyznačené kurzívou. První oficiální názvy byly stanoveny 8. června 1875 (Židovská byla přejmenována na Sterneckovu [dnes U Černé věže] a Sviní na Plachého), další výraznější změny nastaly 16. ledna 1919 v souvislosti s pádem habsburské moci, dále za druhé světové války, znovu roku 1945 (obvykle vráceny názvy změněné za války), v roce 1968, za normalizace v roce 1970 a nakonec po revoluci 1989.

## Ulice a třídy
- 28. října – Schiessstattgasse, 28. října (2. 7. 1921), Střelnická (1875), Elitegasse[1]
- A. Krejčího /Antonín Krejčí/ – Thomayerova[2][3]
- Adolfa Trägera /Adolf Träger/ – Nejedlého, Masarykova třída[2]
- Aloise Kříže /Alois Kříž (politik)/ (1993) – Plonerova (1963), Třída Josefa Plonera (1950) / Husákova[2] (~1945), Gműndergasse / Gmundská (1939) či Velenická, Husákova[4]
- Ant. Janouška /Antonín Janoušek/ – Čsl. legií[2]
- Ant. Sovy /Antonín Sova/ – Tovární[2]
- Antala Staška /Antal Stašek/ – Gen. Svobody[2]
- B. Martinů /Bohuslav Martinů/ – Družstevní[2]
- Bedřicha Smetany /Bedřich Smetana/ – Schmeykalova[5]
- Biskupská
  - Za radnicí (část k náměstí)
  - V koutě (část k řece)
- Boleslavova /Boleslav I./ (1963) – Havlenova[2] (1945), Karpfengasse / Kaprová (1939), Hawlenagasse (1938), Havlenova (1938)[4]
- Boršovská – Žižkova[2]
- Bořivojova /Bořivoj I./ (1945) – Eisenbahnergasse / Železničářská (za okupace), Bořivojova (24. září 1939)[4]
- Boženy Němcové /Božena Němcová/ – Štefanikova,[2][3] Schwarzenbergova[5]
- Brandlova /Petr Jan Brandl/ – Brandlgasse (za okupace), Brandlova (1927), Rožánkova (návrh 1925, neujal se)[4]
- Budivojova /Budivoj ze Železnice/ – Schaaffgotshova[5]
- Buzulucká – Smetanova[2]
- Čajkovského /Petr Iljič Čajkovskij/ – Tyršova[2]
- Česká
  - Česká (část od Hroznové k Sadům)
  - Klášterní (část od Hroznové k Radniční), pův. dělena na Solnou a Dominikánskou
- Československých legií (po revoluci) – třída Národního odboje (1950), Hindenburgstrasse / Hindenburgova (1940), Nábřežní třída (1939), Třída československých legií (1926), Na nábřeží[4]
- Dalimilova /Dalimil Meziříčský/ – Gayerova[2]
- Dělnická – U Krenauerova dvora
- Dobrovodská
  - U lávky[3] (část rovnoběžná s kolejemi)
  - Stalinova /Josif Vissarionovič Stalin/[2] (část v Suchém Vrbném)
- Dr. Stejskala /Josef Stejskal (dramaturg)/ – Divadelní, Krumlovská
- Dr. Tůmy /Svatomír Tůma/ – Svatomíra Tůmy[3] / Dr. Svatomíra Tůmy (2. 7. 1921)[1], Mariánská[5]
- Dukelská (~1949) – Doudlebská (1948),[6] Tř. Dr. Petra Zenkla[2] (1946),[6] Doudlebská (1945),[6] Dr. Kramáře (1938),[6] Doudlebská[3] (1919[6]), Josef Taschekova[5] (1906[6])
- E. Beneše /Edvard Beneš/ – Benešova[2]
- E. E. Kische /Egon Erwin Kisch/ – 28. října[2]
- Emmy Destinové /Ema Destinnová/ (1963) – Kostelní[2][7]
- Evžena Rošického /Evžen Rošický/ – Kasárenská[2]
- F. A. Gerstnera /František Antonín Gerstner/ – generála Svobody[2]
- Fr. Halase /František Halas/ – Palackého[2]
- Fr. Hrubína /František Hrubín/ – Klostermannova[3]
- Fr. Škroupa /František Škroup/ – Jiráskova[2]
- Fráni Šrámka /Fráňa Šrámek/ – Dr. Augusta Zátky,[3] Haasova[5]
- Fügnerova /Jindřich Fügner/ – Čechova[2]
- Generála Svobody /Ludvík Svoboda/ – Gerstnerova[3]
- Goethova /Johann Wolfgang Goethe/ – Mozartova
- H. Kvapilové /Hana Kvapilová/ – Husova[2]
- H. Malířové /Helena Malířová/ – Chelčického[2]
- Holečkova /Josef Holeček/ – Kaufmannova[5]
- Hradební, lid. zast. Šancgasna
- Hroznová (1921) – Kneisslova (/Josef Kneissl/, 1900), Dobytčí trh (přelom 18. a 19. století),[8] Hroznová (1875 sjednoceno pro všechny úseky)
  - Rybářská (část u kláštera), případně U klášterního hřbitova[8]
  - Masná (část u Masných krámů)
  - Mikulášská /Svatý Mikuláš/ (střední část)
  - Za děkanstvím (část u čajovny), případně Děkanská[8]
- Husova třída /Jan Hus/ – Písecká, Plzeňská, Vodňanská,[pozn 1] Říšská třída[5] (~1850, oficiálně 1875)[9]
  - Husova třída[2] (1919,[9] úsek od Mariánského k Dlouhému mostu)
  - Masarykova třída[2] (úsek od Dlouhého mostu směr Plzeň)
- Chelčického /Petr Chelčický/ – Knappova[5]
- I. Olbrachta /Ivan Olbracht/ – Wilsonova[2]
- J. Boreckého /Jaromír Borecký/ – Krátká[2]
- J. Buděšínského /Jan Buděšínský/ – Benešova[2]
- J. Dietricha /Josef Dietrich/ – Tyršova nebo také Dr. Miroslava Tyrše[2]
- J. Dobrovského /Josef Dobrovský/
  - Bořivojova[2] (J od A. Kříže)
  - Vrchlického[2] (S od A. Kříže)
- J. Hloucha /Josef Hlouch/ – Jirsíkova[2]
- J. Jindřicha /Jindřich Jindřich/ – Dělnická[2]
- J. K. Chmelenského /Josef Krasoslav Chmelenský/ – Palackého[2]
- J. Lomského /Josef Lomský/ – Žižkova[2]
- J. Masaryka /Jan Masaryk/ – Masarykovy sady[2]
- J. Plachty /Jindřich Plachta/ – Julia Fučíka,[2] Radního Schmieda[3]
- J. Š. Baara /Jindřich Šimon Baar/ – Dlouhá[3][5]
- Jana Milíče /Jan Milíč z Kroměříže/ – Benešova[2]
- Jána Kollára /Ján Kollár/ – Havlíčkova[2]
- Jaroslava Haška /Jaroslav Hašek/ – Vachkova (část mezi Husovou a Klavíkovou),[3] Hartlova (část mezi Budivojovou a Holečkovou),[5] Schnarcherova? (část mezi Husovou a Holečkovou)[5]
- Jaroslava Ježka /Jaroslav Ježek/ – Tylova[2]
- Jaselská – Tylova[2]
- Jeremiášova /Otakar Jeremiáš/ – Stifterova[3]
- Jeronýmova /Jeroným Pražský/ – Klaudiova /Eduard Claudi/[5]
- Jiráskovo nábřeží /Alois Jirásek/ – Lannovo nábřeží[5]
- Jírovcova /Vojtěch Jírovec/ – Polní, Algiergasse / Alžír (úsek v bloku hostince Alžír, lidový název po r. 1835)[10]
- Jirsíkova /Jan Valerián Jirsík/ – Tř. Klementa Gottwalda,[2] Musejní,[3] Spolková ulice[5]
- Josefa Hory /Josef Hora/ – Husova[2]
- Josefy Kolářové /Josefa Kolářová/ – Nová[2]
- K. Lávičky /Karel Lávička/ – maršála Malinovského /Rodion Jakovlevič Malinovskij/[2]
- K. Šafáře /Karel Šafář/ – Žižkova[2]
- K. V. Reise /Karel Václav Rais/ – Tyrše[2]
- K. Vinařického /Karel Alois Vinařický/ – Havlíčkova[2]
- K. Weise /Karel Weis/ – Strandlova[3]
- Kanovnická – Domherrngasse
  - Kostelní (část u katedrály)
  - U nové věže (část k poště)
- Karla IV. /Karel IV./ – Osvobození, třída T. G. Masaryka, Švermova,[2] Wienerstrasse, Rašíngasse, Rašínova, Vídeňská, Barvířská, Svinenská
- Karla Tomana /Karel Toman/ – Kramářova[2]
- Kijevská – generalisima Stalina[2]
- Kněžská – Norberta Frýda, Kněžská
  - Za kostelem (část u filharmonie)
  - Kněžská (část u katedrály)
- Komenského /Jan Ámos Komenský/ – Moosova[5]
- Kpt. Jaroše /Otakar Jaroš/ – Benešova[2]
- Kpt. Nálepky /Ján Nálepka/ – Kl. Gottwalda /Klement Gottwald/[2]
- Krajinská – Třída 5. května, Krajinská třída (Landstrasse)
- Kubatova /Jakub Kubata/ – Hartlova[5]
- L. Kuby /Ludvík Kuba/ – Komenského[2]
- L. M. Pařízka /Ladislav Mikeš Pařízek/ – Budovatelská (1963)[11]
- Lannova třída /Vojtěch Lanna starší / – Malinovského třída / Třída maršála Malinovského,[2] Lannova třída
- Ledenická (1991) – Zápotockého /Antonín Zápotocký/ (1963, pouze městská část), 5. května[2] (1945, pouze městská část), Ledenická (od r. 1910 oficiálně)
- Libušina /Libuše (kněžna)/ – Dostálova[2]
- Lidická[2] – Linecká[3]
- Lipenská (1963) – Fierlingerova / Třída Zdeňka Fierlingera[2] (1946), Československých legií (1945), Schillerova (1875)
- M. Millauera /Maxmilián František Millauer/ – Šefanikova[2]
- M. Svobodové /Marie Svobodová/ – Sokolská[2]
- Mánesova /Josef Mánes/
  - Karla Čapka /Karel Čapek/,[2] Hardtmuthova[3] (část od vodárny k Lidické)[12]
- Marie Vydrové /Marie Vydrová/ – Barákova[2][3]
- Matice školské – Mühlfeldova[5]
- Na Jízdárně – Klimenta (~1965)
- Na Nábřeží – Na přívoze[3]
- Na Mlýnské stoce, lid. zast. na Mýblochu
- Na Sadech – Heydrichova /Reinhard Heydrich/
  - Na sadech,[3] Tř. Miroslava Tyrše[2] (část u knihovny)
  - Tř. národního odboje,[2] Besední[3] (část před Besedou)
- nábřeží Jindřicha Libraria /Jindřich Librarius/ (2023) – Zátkovo nábřeží
- Nádražní – Denisova,[3] Nákladní třída[5]
  - Denisova třída /Ernest Denis/[2] (od Rudolfovské severně)
  - Třída presidenta Roosevelta /Franklin Delano Roosevelt/[2] (od Rudolfovské jižně)
- Nemanická – třída Dr. Edvarda Beneše[2]
- Nerudova /Jan Neruda/ – Aulnerova[5]
- Norberta Frýda /Norbert Frýd/
- Nová (1948) – Třída Dra Jana Šrámka (1946), Nová (1875), Nová (hovorově)[13]
- Novohradská
  - Tř. gen. Stalina /Josif Vissarionovič Stalin/[2] (úsek v Mladém)
- O. Nedbala /Oskar Nedbal/ – Alešova[14]
- P. J. Šafaříka /Pavel Josef Šafařík/ – Tyršova[2]
- Panská – Biřická
- Papírenská – Na spojce (část mezi Lidickou a B. Němcové)[3]
- Piaristická – Ke klášteru (též U Kláštera, Klášterní)
- Plachého /Šimon Plachý z Třebnice/ – Sviní
- Pochcaná ulička (lid.)[pozn 2] – na Vraždě (lid. ve 20. století), ulička procházející Solní brankou (prodloužení Radniční)[15]
- Prašná – Lieblova
- Pražská – třída Míru, třída dr. Edvarda Beneše,[2] Konrad Henlein Strasse, třída dr. Edvarda Beneše, Pražská ulice, Pragerstrasse, Pražská silnice
- Prokopa Holého /Prokop Holý/ – Husova[2]
- Průmyslová – Nádražní,[2][3] Stará nádražní silnice[5]
- Přemyslova /Přemysl Oráč/ – Klecandova[2][3]
- Puchmajerova /Antonín Jaroslav Puchmajer/ – Jirsíkova,[2] Kirchengasse/Kostelní, Jirsíkova
- Radniční – U radnice
- Resslova /Josef Ressel/
  - Resslova,[3] Beerova[5] (část mezi Husovou a Holečkovou)
  - Zengerova,[2][3] Weinwurmova[5] (část mezi Holečkovou a Budivojovou)
- Riegrova /František Ladislav Rieger/ – Krausova[5]
- Roberta Bosche /Robert Bosch/ – Suchomelská cesta[2]
- Rudolfovská – třída Československých legií[3]
  - Rudé armády[2] (od Sadů k viaduktu)
  - Československých legií[2] (za viaduktem)
  - Masarykova[2] (v Novém Vrátě)
- S. K. Neumanna /Stanislav Kostka Neumann/ – Zborovská[2][3]
- Sámova /Sámo/ – Branišova,[2] Sámova[3]
- Skuherského /František Zdeněk Skuherský/ – Gymnasiální[5]
- Sokolská – U sokolovny (od r. 1953), Dr. Edvarda Beneše[2] (od r. 1945), Sokolská (od r. 1939), Kramářova (od r. 1919), Jaukerova
- St. Čečka /Stanislav Čeček/ – B. Němcové[2]
- Studentská – 5. května[2]
- Široká
  - Truhlářská (část u biskupství)
  - Soukenická (střední část)
- Školní – Rašínova[2]
- Štítného /Tomáš Štítný ze Štítného/ – Kailova[5]
- Trocnovská – U Rozumova dvora[2][3]
- Tylova /Josef Kajetán Tyl/ – Roseggerova /Peter Rosegger/ (za protektorátu), Tylova (za první republiky), Wunderlichova /Hermann Wunderlich/ (za Rakouska-Uherska)[16]
- U Černé věže – Jirsíkova, Kopeckého, Volgogradská, Stalingradská, UNRRA,[2] Obchodní, Sterneckova, Židovská (Mikulášská – část u kostela), Markétská / Svatomarkétská, Židovská[17]
- U Jeslí – Hlinská,[2] Hlinecká[3]
- U Malše – Děkanská[2][3]
- U Stromovky – Zahradní[2]
- U Trojice – Sv.trojická[5]
- U Tří lvů – (B.) Němcové[2][3] (část od Dukelské k Ml. stoce)
- U Výstaviště – Leninova,[18] Školní,[2] Luční[2] (část zabíhající do areálu Výstaviště)
- U Zimního stadionu – Londýnská,[2] Götheho[5] / Götheova[3]
- V. Nezvala /Vítězslav Nezval/ – Komenského[2]
- V. Nováka /Vítězslav Novák/ – Fügnerova[2]
- V. Rabase /Václav Rabas/ – Žižkova[2]
- V. Špály /Václav Špála/ – Smetanova[2]
- V. Vydry /Václav Vydra (1876)/ – Žižkova[2]
- Vl. Rady /Vlastimil Rada/ – Zd. Nejedlého[2]
- Vl. Vančury /Vladislav Vančura/ – Čechova[2]
- Vodní – Na Dobrovodské stoce[2][3]
- Zátkovo nábřeží /August Zátka/ – Bezručovo nábřeží, Tyršovo nábřeží (jen levý břeh), Nábřeží císaře Františka Josefa (levý břeh)
- Zd. Fibicha /Zdeněk Fibich/ – Fierlingerova[2]
- Žižkova /Jan Žižka/ (od r. 1955)[19]
  - Sokolská[2][3] (od ledna 1919),[19] Radeckýho třída[5] (úsek od Jeronýmovy po Nádražní)
  - Žižkova,[2][3] Schmerlingova třída[5] (úsek od Senovážného po Jeronýmovu)

### Zaniklé ulice
- Jeseniova /Ján Jesenský/[2][3] – zastavěna areálem nemocnice (pavilon T)
- Rybní[3], Fischgasse, hovorově Fiškostna – domy zbourány 1952–1965, zastavěno budovou DK ROH / Metropol

## Náměstí
- Jungmanovo náměstí (od r. 1945)
  - náměstí U Zastávky (od r. 1927, před válkou nesla název Jungmanovo náměstí stávající Jungmanova ulice)
- Mariánské náměstí (od 1. ledna 1991)
  - Drajer Platz (lid., od r. 1962) – náměstí pojmenované podle předsedy Městského národního výboru Bedřicha Drajera, za kterého byl v roce 1962 zbourán pozdně klasicistní objekt restaurace Metropol a secesní dům Bio Grand z roku 1911, v roce 1949 přejmenovaný na kino Lípa.[20] Příkaz k demolici dal tajemník Krajského výboru KSČ Blahník.[21]
  - Švermovo náměstí (od r. 1955)
  - náměstí Jana Švermy (od 25. srpna 1950)
  - Jirsíkovo náměstí (od května 1945)
  - Kasseler Platz/Kasselské náměstí (od 14. ledna 1942, nesprávně Kasselerovo)
  - Marienplatz/Mariánské náměstí (od 25. července 1939)
  - Jirsíkplatz (od r. 1938)
  - Jirsíkovo náměstí (od r. 1921, sloučením pův. Mariánského a Lobkowitzova)
  - Mariánské náměstí (po sousoší z r. 1716, část u Pražské)
  - Lobkowitzovo náměstí (od r. 1875, neof. již po r. 1823, část u Sadů)
- Náměstí bratří Čapků (od 1. ledna 1991)
  - náměstí Zdeňka Nejedlého (od r. 1963)
  - Náměstí maršála Stalina (od 28. května)
  - Školní náměstí / Schulplatz (od r. 1940)
  - Hodžova náves (náves Rožnova poprvé pojmenována za 1. republiky)
- Náměstí Jiřího z Poděbrad (od r. 1945)
  - Zlatokorunecké / Goldenkroner-Platz (od 26. října 1939)
  - Náměstí Jiřího z Poděbrad (od 2. července 1921)
  - U Kafky (neofic. název za 1. republiky)
- Náměstí Přemysla Otakara II. (od 1. ledna 1991)
  - Žižkovo náměstí (od 26. září 1951)
  - Náměstí Masarykovo (od května 1945)
  - Náměstí Adolfa Hitlera / Adolf Hitler Platz (od 17. března 1939)
  - Náměstí Masarykovo (od 24. května 1934)
  - Náměstí Svobody (od 7. listopadu 1918)
  - Náměstí císaře Františka Josefa (od 4. června 1915)
  - starší názvy: Náměstí, Hlavní náměstí, Plac / Ring
- Náměstí Švabinského
  - Nám. 5. května[2]
- Palackého náměstí, zast. lid. Josefák (od r. 1945)
  - Pražské náměstí / Prager Platz (od 14. ledna 1942)
  - Palackého náměstí (od 16. ledna 1919)
  - Náměstí císaře Josefa (od 16. června 1897)
- Piaristické náměstí, zast. lid. Frajťák (od roku 1785)
  - Friedhof (neof. název podle původního hřbitova)
- Senovážné náměstí
  - náměstí 1. Máje
  - Náměstí Masarykovo (východní část, od roku 1919)
  - Švehlovo náměstí (od roku 1934)
  - Senovážné náměstí
- Suchovrbenské náměstí (od 1. ledna 1991)[22]
  - náměstí Vítězného února (od r. 1978)
  - náměstí Karla Marxe (pouze návrh, 1963)
  - nepojmenované (od 50. let)
  - Náměstí 5. května (po r. 1950)
  - Václavské náměstí (pouze návrh, 1950, podle zasvěcení kaple)
  - náměstí Klementa Gottwalda (pouze návrh, 1948)
  - náměstí Svobody (pouze návrh, 1945)
  - nepojmenované (od osvobození)
  - Viktoria Platz / náměstí Viktoria (od 14. října 1941)
  - Náměstí Hermana Gőringa (od 7. července 1939)
  - Masarykovo náměstí (za První republiky
  - Ortsplatz (od 16. listopadu 1910)
- Wilsonovo náměstí (zrušeno r. 1968, území kolem vědecké knihovny)
  - Hermann Göring Platz (od r. 1939)
  - Wilsonovo náměstí
  - Náměstí císaře Viléma (od 4. června 1915)

### Zaniklá náměstí
- Janské náměstí – prostranství u kostela svatého Jana Nepomuckého, označení používáno ještě za druhé světové války[23]
- Ovocný trh – prostranství u Černé věže před děkanstvím[24]
- Radeckýho[5] – prostranství na Žižkově před kasárnami (U Koníčka)
- Seminární náměstí – prostranství před budovou filharmonie (bývalý kostel sv. Anny, křižovatka Kněžské a Karla IV)[24]
- Stráže svobody – v 50. letech oblast křižovatky ulic U Trojice × Neplachova[25]
- Třebízského[3] – část areálu nemocnice S od kostela sv. Jána (pav. D1, D2, E)
- U vodárny,[2] Stegmannovo[5] – prostranství mezi vodárnou a továrnou Hardtmuth, kterým dnes vede Mánesova ulice na Litvínovický most

## Části města
- Husova kolonie – Kolonie u Rozumova dvora
- sídliště Šumava – Vítězný Únor lid. „Vítězák“